# Pometia
Pometia es un género con 17 especies de plantas de flores perteneciente a la familia Sapindaceae. 

## Especies seleccionadas
- Pometia acuminata
- Pometia alnifolia
- Pometia annamica
- Pometia coriacea
- Pometia curtisii
- Pometia eximia
- Pometia pinnata